# Puščava, Mokronog - Trebelno
Puščava je naselje v Občini Mokronog - Trebelno.